# 山辺英彦
山辺 英彦（やまべ ひでひこ、1923年8月22日 - 1960年11月20日）は、日本の数学者である。
位相群、リー群の構造を研究しヒルベルトの第5問題の解決に貢献したことで知られる。その後、偏微分方程式、力学系、微分幾何学の研究に移る。微分幾何学では共形幾何学における変分問題である「山辺の問題」が有名である。また山辺不変量、山辺フロー、山辺定数などに名を残す。

## 生涯
山辺は1923年8月22日に兵庫県芦屋市で山辺武彦、レイの六男として生まれた。芦屋市立山手小学校、神戸第一中学校を経て、1944年9月に第三高等学校を卒業後、東京帝国大学数学科に入学した。1947年9月に東京大学を卒業して理学の学士号を得た。卒業論文の指導教員は彌永昌吉だった。その後大阪大学数学科に移り、1949年に同大学助手、1951年に講師となる。1952年から2年間プリンストン高等研究所研究員。1954年、大阪大学から理学博士号を取得した。1954年ミネソタ大学助教授を経て、1957年准教授。1958年大阪大学教授。1959年再びミネソタ大学。1960年ノースウェスタン大学教授。同年11月、ノースウェスタン大学のあるエバンストンにてくも膜下出血で死去した。37歳だった。葬儀はエバンストンにて仏式で行われ、彌永昌吉が弔辞を述べた。

## 研究業績
山辺は様々な主題について18編の論文を残しており、Ralph Philip Boas, Jr.の編集により、全業績が単行本として出版されている。2008年現在、数学研究に依然として影響を与えていると評されている。

## 著書
- Boas, Ralph Philip, ed. (1967), Collected works of Hidehiko Yamabe, Notes on Mathematics and its Applications, New York–London–Paris: Taylor & Francis, pp. XII+142, ISBN 978-0677006109, MR0223206, Zbl 0153.30502

## 文献
- Goto, Morikuni (1961), “Hidehiko Yamabe (1923–1960)”, Osaka Mathematical Journal 13 (1):  i–ii, MR0126362, Zbl 0095.00505. Available from Project Euclid.
- Rosinger, Elemér E. (1998), Parametric Lie Group Actions on Global Generalised Solutions of Nonliear PDE. Including a solution to Hilbert's Fifth Problem., Mathematics and Its Applications, 452, Doerdrecht–Boston–London: Kluwer Academic Publishers, pp. xvii+234, ISBN 0-7923-5232-7, MR1658516, Zbl 0934.35003.
- University of Minnesota, School of Mathematics (January 24, 2012), History of the Yamabe Memorial Symposium 2012年3月16日閲覧。.
- Yamabe Symposium Organizing Committee (2008), “Yamabe Symposium: Early History”, School of Mathematics Newsletter (University of Minnesota) Volume 14 (Spring):  6–7,  オリジナルの2011年9月27日時点におけるアーカイブ。.